# Даница Драшковић
Даница Драшковић (Колашин, 14. новембар 1945) српска је правница, новинарка и списатељица.

## Биографија
Даница је рођена као треће од деветоро деце, међу седам сестара и два брата, у породици трговца Радомира Бошковића и мајке Јелисаве, рођене Шћепановић. Отац Радомир је био син официра Црногорске војске Васа Бошковића, а којег су убили партизани пуцњем кроз прозор породичне куће у Пољима, код Мојковца. Породица Бошковић је била антикомунистичка и подржавала Југословенску војску у отаџбини генерала Драже Михаиловића. Након рата породица се преселила у Бијело Поље где и данас имају кућу.
Даница Драшковић је супруга Вука Драшковића, председника Српског покрета обнове. Чланица је Управног одбора НИС-а. Била је чланица Главног одбора СПО.

## Школовање
Матурирала је 1963. у гимназији у Бијелом Пољу, те исте године уписала Правни факултет у Београду, где је дипломирала у јуну 1968, у време студентских демонстрација. На Правном факултету упознала се са будућим супругом Вуком Драшковићем, са којим се у јеку студентских демонстрација разишла због тога што је он подржао говор Јосипа Броза Тита студентима. Веза је обновљена након пет година, када су се венчали 10. јуна 1973. године.

## Каријера
Након дипломирања радила је као финансијски инспектор у Служби друштвеног књиговодства, а затим као градски судија за прекршаје у Скупштини града Београда, до 1974, када је разрешена због морално политичке неподобности јер је ослободила и пустила без казне тридесет незапослених грађана Београда, већином Албанаца, ухапшених због препродаје на пијаци. Разлог у решењу о разрешењу била је реченица држава нема право да кажњава нерад и сиромаштво све док не обезбеди услове да рад буде доступан свима. То је било прво разрешење судије у Србији после рата, а случајем се бавила тадашња штампа и политичка јавност, као примером антидржавног деловања.
После тога живела је три године у Африци, Замбији, где је њен супруг Вук Драшковић био дописник агенције Танјуг. По повратку из Африке радила је као директор правних послова у предузећу "Термовент" у Београду. Убрзо је предложена за директорку дела предузећа и пред само гласање стигло је писмо из комитета општине Вождовац да је Даница морално политички неподобна за обављање руководећих функција, није чланица Савеза комуниста.
Од 17. маја 1990. године прима инвалидску пензију. Неколико година (један мандат), од 2009. је била чланица Управног одбора НИС Гаспромњета али је поново реизабрана и даље је на тој функцији.

## Политичко деловање
У то време њен супруг, Вук Драшковић, објавио је роман Нож о геноциду над српским народом, због чега је био изложен политичком прогону. Уследило је оснивање странке СПО, и Даница је покренула опозициону новину Српска Реч, чији је већ први број у јуну 1990. био забрањен од стране режима Слободана Милошевића. Забрана је укинута и новина је штампана све до 2004. године. Била је водеће опозиционо гласило против рата, ратних злочина, етничког чишћења, против комунистичког система, служби безбедности и њених ескадрона смрти. У исто време, 1992. године Даница је основала хуманитарну организацију СПОНА, са којом је у време највеће инфлације у Србији помагала народу дељењем хране и одеће по трговима Србије.
Даница је као опозиционарка ухапшена на демонстрацијама 1. јуна 1993. године и заједно са супругом била претучена. Ослобођена је под притиском западних политичара, а посебно француског председника Митерана чија је супруга Данијел допутовала у Београд, посетила Даницу и Вука у затвору и од Милошевића затражила њихово ослобађање. По изласку из затвора, авионом француске владе пребачени су у Париз на лечење.
По повратку из Француске наставила је политичку борбу, активно се бавила протестима, објављивала политичке критичке текстове у штампи због чега је била под сталним прогоном служби безбедности. Те службе су по налогу Слободана Милошевића и његове супруге 1999. године извршили атентат на њеног супруга и њу. Током злочина на Ибарској магистрали, „камион убица" је убио њеног брата Веселина Бошковића и три Вукова сарадника (члана обезбеђења).

## Дела
Објавила је две књиге "Нећу да ћутим" и "Писање у ветар", у којима су сакупљени сви објављени текстови до 2004. године. Године 2018. појавила се њена трећа књига под насловом "Обешена жена", у издању "Српске речи".